# Projecte d'ampliació de l'aeroport del Prat
El projecte d'ampliació de l'aeroport Josep Tarradellas Barcelona – el Prat és un projecte plantejat per l'Aena a finals de l'any 2019 que pretén augmentar la capacitat de passatgers de l'aeroport Josep Tarradellas Barcelona – el Prat perquè pugui seguir creixent. El projecte, que suposaria d'una inversió de 1.700 milions d'euros, té el vistiplau dels governs català i espanyol. No obstant això, encara no s'ha concretat com afectarà l’ampliació el delta del Llobregat.
Mentre que les principals entitats empresarials de Catalunya li donen tot el seu suport, el projecte ha rebut una forta oposició de les entitats ecologistes i veïnals per les possibles conseqüències ambientals a la delta del Llobregat.

## Context
Des de l'any 2009, el trànsit anual de passatgers per l'aeroport ha anat creixent ininterrompudament i anant superant màxims històrics any darrere l'altre. L'any 2019, l'aeroport va rebre 52,6 milions de passatgers, un 5% més que l'anterior any. Aquest nombre va anar acostant als 55 milions de viatgers anuals, el límit màxim de capacitat per a la saturació que estableix l'actual pla director del Prat. Així doncs, segons l'Aena, per tal de poder continuar mantenint el creixement de l'aeroport, en caldria més inversió. Sota aquesta premissa, l'Aena va plantejar a finals de l'any 2019 a les diferents administracions per buscar futures inversions que garanteixin el creixement de l'aeroport i evitar el seu col·lapse en dies puntuals de la temporada alta degut la seva estacionalitat a l'estiu.
See source Wikidata query and sources.
Tot i que la pandèmia de COVID-19 va provocar una caiguda del trànsit aeri a mínims històrics, el projecte segueix en peu amb una reducció d'inversions a la meitat i el retard de dos o tres anys de l'inici de les obres d'ampliació.

## Projecte
El projecte, que suposaria d'una inversió de més de 1.700 milions d'euros, es pretén incloure'l en DORA II, el document de regulació aeroportuària per al període 2022-2027, la qual cosa necessitaria la llum verda del consell de ministres d'Espanya. A més, el projecte també necessitaria l'aval de la Comissió Europea⁣ per tirar endavant, ja que afectaria un dels espais protegits de la Xarxa Natura 2000, la llacuna de la Ricarda. El comissari de Medi Ambient Virginijus Sinkevičius ja va avisar que no pot afectar significativament la delta del Llobregat.
A principis de juny del 2021, les principals entitats empresarials de Catalunya i experts com Andreu Mas-Colell es van reunir en un acte conjunt a l'Esade per reclamar al govern català el seu suport al projecte d'ampliació.
Aquest projecte ha generat molta polèmica entre les entitats ecologistes, veïnals i de la pagesia per les possibles conseqüències ambientals a la delta del Llobregat, especialment la llacuna de la Ricarda, i per l'omissió de factors com l'«emergència climàtica», l'increment del preu de l'energia o la pujada del nivell del mar.
El consultor de transport aeri i professor a l'Escola d’Enginyeria de Telecomunicació i Aeroespacial de la UPC, César Trapote, va assenyalar que es podria mantenir l'statu quo sense noves inversions aprofitant les hores vall o reduir la separació entre els avions.

### Opcions descartades
El setembre de 2019, el president d'Aena, Maurici Lucena, va descartar totalment l'opció de construir una quarta pista per l'aeroport al mar perquè considera que «a molt llarg termini, no és una opció viable». Els motius serien pel seu gran impacte ecològic i el cost d’una obra d’aquesta envergadura. L'opció tenia el suport de la Generalitat de Catalunya, l'Àrea Metropolitana de Barcelona, els ajuntaments del Prat, Sant Boi de Llobregat, Viladecans, Gavà i Castelldefels i part del món empresarial.
També s'ha descartat la possibilitat de modificar la pista més curta fent-hi un gir de sis graus.

## Acord entre l'Estat i la Generalitat
El 2 d'agost del 2021, unes hores abans de la primera comissió bilateral entre l'Estat i la Generalitat en tres anys, el vicepresident de la Generalitat i conseller de Polítiques Digitals i Territori, Jordi Puigneró, la ministra de Transports, Raquel Sánchez, i el president d'Aena, Maurici Lucena es van reunir en secret en la seu del Ministeri de Transports i van acordar desbloquejar la inversió de 1.700 milions per a l'ampliació de l'aeroport del Prat i convertir-lo en un hub de vols intercontinentals. També inclou la construcció d'estacions de tren d'alta velocitat ferroviària als aeroports de Girona i Reus.

## Suspensió del projecte
El 8 de setembre de 2021, el president del govern espanyol, Pedro Sànchez, i la ministra espanyola de Transports, Mobilitat i Agenda Urbana, Raquel Sánchez, van anunciar en una roda de premsa que suspenia l'ampliació de l'aeroport que Aena tenia previst incorporar en el DORA II per manca de «suport nítid» de la Generalitat de Catalunya.
| «                                     | Considerem que el pacte s'ha trencat per una pèrdua de confiança manifesta. És impossible portar a bon terme un projecte de tanta envergadura com aquesta sense tenir un suport nítid i sense fissures per part de la Generalitat. Tots els grans projectes requereixen grans consensos, i és evident que la Generalitat no té una decisió madura en aquesta qüestió. | » |
| — Pedro Sànchez, en la roda de premsa | |   |

L'endemà, el president de la Generalitat, Pere Aragonès, va criticar amb duresa la decisió del govern espanyol. La va acusar d'una «una operació de xantatge del govern de l’Estat i d’Aena» i un intent d'«amagar les contradiccions internes del govern espanyol», fent referència de l'oposició dels ministres de Podemos com Yolanda Díaz al projecte. Assegura que «la proposta del DORA que van presentar apostava per una ampliació de la pista de l’aeroport que afectava directament l'espai de la Ricarda no és el que s’havia acordat amb la Generalitat i mai hagués tingut l’aval de la Comissió Europea».
| «                                         | Amb la decisió d'ahir es constata que el govern espanyol no té voluntat de diàleg, mai han tingut la voluntat d'invertir en Catalunya i en l'aeroport. […] Volen imposar un model de "desarrollisme" propi d'una altra època, un model que també tenen qüestionat dins del govern espanyol, que ens diu: "o tot o res", i no ho acceptem | » |
| — Pere Aragonès, en la seva compareixença | |   |